# 耶曼干
耶曼干（發音：[jəmàɴɡáɴ]；約1039年—1084年），或稱牙耶曼干。他是緬甸蒲甘王朝時期的勃固總督，曾起兵反抗蒲甘國王蘇盧的統治。
耶曼干是孟族人，他的母親是國王蘇盧的乳母，兩人自幼交好。耶曼干是綽號，意為「盲的孟族人」，他因有一眼失明而得綽號，這個綽號被認為具有侮辱性質，耶曼干的本名沒有被緬甸史書記載。
耶曼干與江喜陀不和，在江喜陀因與瑪尼山達的戀情而被阿奴律陀放逐時，曾與蘇盧一起率人追殺江喜陀。1077年，蘇盧登基為王後，將勃固賜給好友耶曼干。據說耶曼干曾與蘇盧玩骰子遊戲，勝利後喜不自禁、起立鼓掌，蘇盧見了之後預言，耶曼干日後必據勃固起兵造反。
1082年，耶曼干在勃固起兵，率孟族大軍北征，後於德耶謬附近駐紮，與南下紮營於馬圭的江喜陀軍對峙。耶曼干在沼澤地區布置了疑兵，大敗並俘虜了輕敵冒進的蘇盧。隨後耶曼干領軍北上，進圍蒲甘。蘇盧在江喜陀的一次失敗營救後，被耶曼干處死。
耶曼干試圖勸降蒲甘城，被守軍以江喜陀尚在為由拒絕了。耶曼干率軍北進，在阿瓦地區築城。江喜陀在皎施地區招兵買馬，隨後西擊耶曼干的孟族大軍。耶曼干大敗，乘船沿伊洛瓦底江南逃。船行至敏建的瑜他村（Ywatha）附近時，聞窗外有怪異鳥鳴，耶曼干抬頭去看，被弓手牙新姑（Nga Singu）射中未盲的那隻眼，當場斃命。